# A29高速公路
A29高速公路是法国的一条高速公路，全长264千米，于1995年建成通车。A29始于伯兹维尔，终至弗朗西伊-塞朗西。A29与A13高速公路、A131高速公路、A16高速公路和A1高速公路相连，也是欧洲E44、E402公路的一部分。